# Abborrtjärnet (Gräsmarks socken, Värmland, 664678-132739)
Abborrtjärnet är en sjö i Sunne kommun i Värmland och ingår i Göta älvs huvudavrinningsområde. Sjön är 8 meter djup, har en yta på 0,205 kvadratkilometer och är belägen 251,1 meter över havet.

## Delavrinningsområde
Abborrtjärnet ingår i det delavrinningsområde (664522-132742) som SMHI kallar för Utloppet av Trehörningen. Medelhöjden är 264 meter över havet och ytan är 26,36 kvadratkilometer. Det finns inga avrinningsområden uppströms utan avrinningsområdet är högsta punkten. Mörtälven som avvattnar avrinningsområdet har biflödesordning 5, vilket innebär att vattnet flödar genom totalt 5 vattendrag innan det når havet efter 318 kilometer. Avrinningsområdet består mestadels av skog (74 procent). Avrinningsområdet har 4,67 kvadratkilometer vattenytor vilket ger det en sjöprocent på 17,7 procent.